# Domingo Martínez
Domingo Martínez – hiszpański malarz późnobarokowy pochodzący z Sewilli. Jego nauczycielem był Lucas Valdés, a uczniami byli m.in. Andrés de Rubira i Juan de Espinal.